# Łukówiec (powiat miński)
Łukówiec – wieś sołecka w Polsce położona w województwie mazowieckim, w powiecie mińskim, w gminie Mrozy.
Wieś szlachecka  Łukowiec położona była w drugiej połowie XVI wieku w powiecie garwolińskim  ziemi czerskiej województwa mazowieckiego. W latach 1975–1998 miejscowość należała administracyjnie do województwa siedleckiego.
Wierni Kościoła rzymskokatolickiego należą do parafii św. Wojciecha w Jeruzalu.

## Historia
Wieś założona w 1515 roku pod nazwą Łukowiec przez właścicieli pobliskiego Żeliszewa. Wraz z pobliskim miastem stanowiła majątek rodzin szlacheckich: Rudzińskich i Cieszkowskich. W XIX wieku własność ekonomisty i filozofa Augusta Cieszkowskiego.
1867-1923 istniała gmina Łukowiec.

## Zabytki
- dwór Cieszkowskich z XIX wieku
- zabudowania folwarku z XIX wieku

## Ciekawostka
M.in w tej wsi nagrywany został serial "Ranczo". Znajduje się również w tej miejscowości serialowy dom Staszka i Wioletki.